# Przykazania kościelne
Przykazania kościelne – ustanowione przez władze Kościoła katolickiego normy postępowania dotyczące uczestnictwa w życiu kościelnym, zwłaszcza liturgicznym. 
Od opublikowania w 1998 poprawek (Corrigenda) do Katechizmu Kościoła Katolickiego (por. drugie wydanie polskie z 2002) obowiązująca treść przykazań brzmi następująco:
1. W niedzielę i inne nakazane dni świąteczne wierni są zobowiązani uczestniczyć we Mszy świętej i powstrzymać się od prac służebnych.
2. Każdy wierny jest zobowiązany przynajmniej raz w roku spowiadać się ze swoich grzechów.
3. Każdy wierny jest zobowiązany przynajmniej raz w roku na Wielkanoc przyjąć Komunię świętą.
4. W dni pokuty wyznaczone przez Kościół wierni są zobowiązani powstrzymać się od spożywania mięsa i zachować post.
5. Wierni są zobowiązani dbać o potrzeby Kościoła

## Wyjątek dla Polski
13 marca 2014 r. Konferencja Episkopatu Polski promulgowała, za uprzednią zgodą Stolicy Apostolskiej, nowy tekst przykazań kościelnych, następującej treści: 
1. W niedziele i święta nakazane uczestniczyć we Mszy Świętej i powstrzymać się od prac niekoniecznych.
2. Przynajmniej raz w roku przystąpić do sakramentu pokuty.
3. Przynajmniej raz w roku, w okresie wielkanocnym, przyjąć Komunię świętą.
4. Zachowywać nakazane posty i wstrzemięźliwość od pokarmów mięsnych, a w czasie Wielkiego Postu powstrzymywać się od udziału w zabawach.
5. Troszczyć się o potrzeby wspólnoty Kościoła.

## Historia wersji
Pierwsze wzmianki dotyczące istnienia Przykazań kościelnych sięgają XV wieku. Na przestrzeni lat były one modyfikowane. 
Ostatni katechizm wydawany przed soborem watykańskim II definiował przykazania następująco:
1. W niedzielę i w inne święta nakazane Mszy słuchać i zaniechać ciężkiej pracy
2. W dni od Kościoła postanowione wstrzymać się od mięsa i zachowywać post
3. Spowiadać się przynajmniej raz w roku
4. Najświętszy Sakrament przynajmniej w czasie wielkanocnym przyjmować
5. Kościół i duchowieństwo w potrzebach wspomagać

W roku 1994 Katechizm Kościoła Katolickiego, wydany w języku polskim, podawał przykazania w formie:
1. W niedziele i święta we Mszy świętej nabożnie uczestniczyć;
2. Przynajmniej raz w roku spowiadać się;
3. Przynajmniej raz w roku w czasie wielkanocnym Komunię świętą przyjąć;
4. Ustanowione przez Kościół dni święte święcić;
5. Posty nakazane zachowywać